# Fast & Furious 6
Fast & Furious 6 (alternativt kendt som Fast Six) er en actionfilm skrevet af Chris Morgan og instrueret af Justin Lin. Det er den sjette film i Fast & Furious-filmserien. Hovedrollerne spilles af Vin Diesel, Paul Walker, Dwayne Johnson, Michelle Rodriguez og Jordana Brewster.
Fast & Furious 6 var under udvikling i februar 2010 som den første film i serien, der bevæger sig væk fra det "underground-bil racing tema" som seriens tidligere film gjorde. Pre-produktion begyndte i april 2011 og optagelserne begyndte i London i England i juli 2012. Filmen er optaget på de Kanariske Øer, i Skotland og i Los Angeles. Fast & Furious 6 havde biografpremiere i USA den 24. maj 2013.

## Handling
Efter begivenhederne i Fast Five, den professionelle kriminelle Dominic Toretto (Vin Diesel) og hans bande er velhavende og skøre, men deres strafferegistre forhindrer dem i at vende tilbage til deres hjemland. Efter Luke Hobbs (Dwayne Johnson) mislykkede forsøg på at pågribe dem, tilbyder han dem fuld benådning for alle deres forbrydelser, hvis de hjælper ham med at nedkæmpe en legal lejesoldat organisation ledet af en kriminel bagmand og hans hensynsløse Letty Ortiz (Michelle Rodriguez) – Dominic Torettos tidligere kæreste.

## Medvirkende
- Vin Diesel som Dominic Toretto: En professionel kriminel, gaderæser og eftersøgt.[2]
- Paul Walker som Brian O'Conner: En tidligere FBI agent, men nu kriminel og så er han i et forhold med Mia Toretto.
- Michelle Rodriguez som Letty Ortiz: Dominics tidligere kæreste, der blev antaget for at være død.[3]
- Jordana Brewster som Mia Toretto: Dominics søster og kæreste med Brian O'Conner.
- Dwayne Johnson som Luke Hobbs: En agent fra Diplomatic Security Service.[4]
- Tyrese Gibson som Roman Pearce: Brians barndomsven.
- Ludacris som Tej Parker: Brians og Romans ven.[5]
- Sung Kang som Han Seoul-Oh: En gaderæser og medlem af Dominics mandskab.[6]
- Gal Gadot som Gisele Yashar.[7]
- Joe Taslim som Jah: En koldblodig morder, der kæmper med kampsport og parkour.
- Clara Paget som Vegh: Karakteren er beskrevet som en "pistol-slinging" action kvinde.[8]
- Elsa Pataky som Elena Neves.[9]
- Luke Evans som Owen Shaw: En tidligere særlig ops soldat – nu bandeleder.[10]
- Gina Carano spiller et medlem af Hobbs hold.[11]
- Rita Ora i en uspecificeret rolle.[12]
- Rajesh Hamal som Himalayan Don, et kort klip.
- Kim Kold som Klaus